# Die Novizin (2021)
Die Novizin (Originaltitel: The Novice) ist ein Thriller von Lauren Hadaway, der am 13. Juni 2021 beim Tribeca Film Festival seine Premiere feierte und am 17. Dezember 2021 in die US-Kinos kam.

## Handlung
Alex Dall ist queer und neu an der Universität. Sie schließt sich der Ruderriege an, mit einem klaren Ziel vor Augen. Sie will es in den prestigereichen Achter schaffen, egal, wie viele Strapazen sie hierfür auf sich nehmen muss und egal, wie hart das Training ist. Wegen dieser Entschlossenheit und ihrer stets perfekten Vorbereitung hat sie auch das Stipendium an dieser angesehenen Universität an der Ostküste bekommen.
Jamie aus ihrer Mannschaft trainiert genauso hart, denn sie braucht das Stipendiengeld, um an der Universität bleiben zu können. Als Alex mit ihr ein Team bildet, nimmt ihr sportlicher Ehrgeiz selbstzerstörerische Züge an. Ihre Freundin Dani ist um sie besorgt und einer der wenigen Menschen in ihrem Leben, der ihr sagt, sie solle das Ganze nicht so verbissen angehen.

## Produktion

### Stab, Besetzung und Dreharbeiten

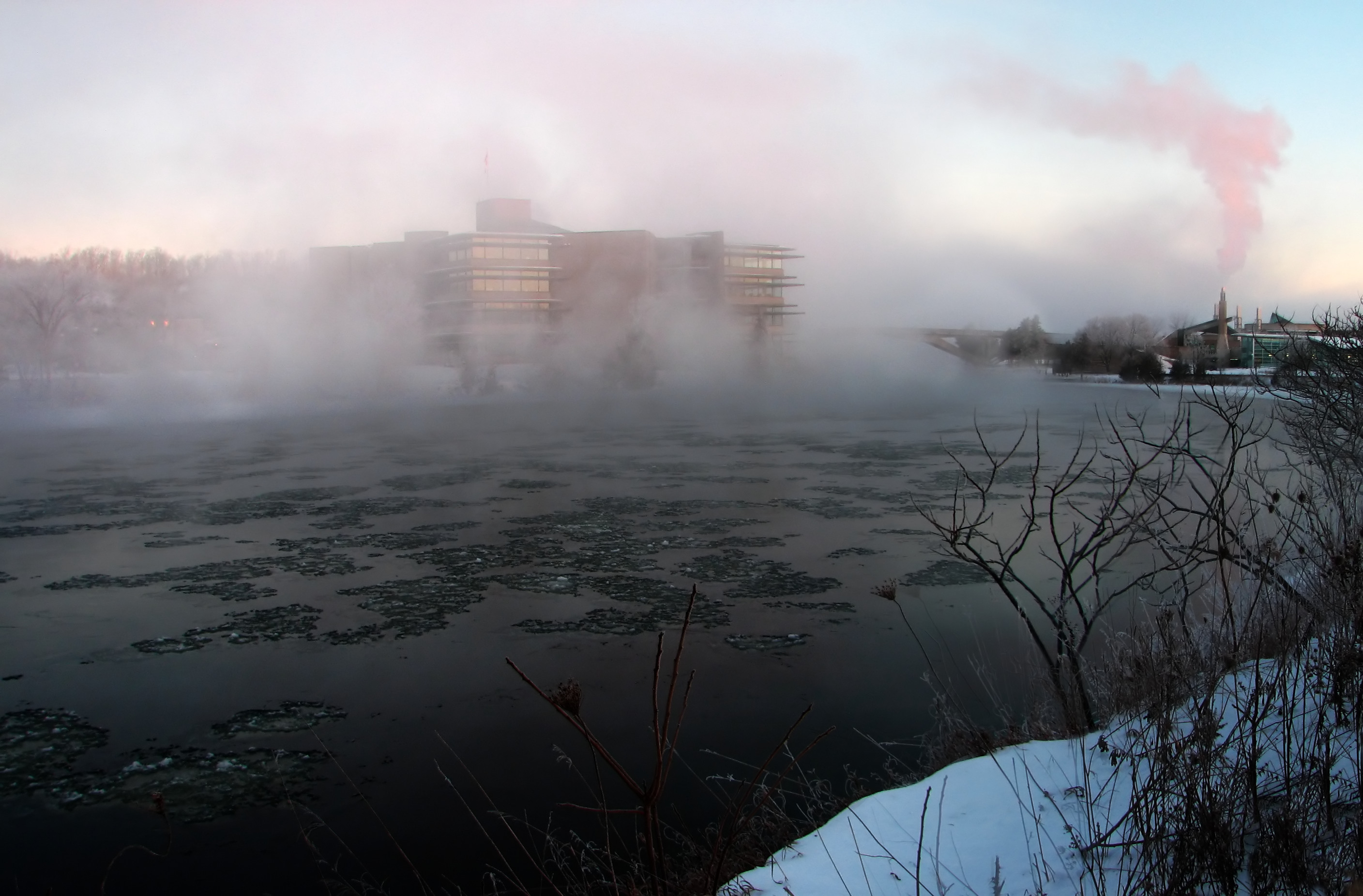
Der Otonabee River im kanadischen Peterborough

Es handelt sich bei Die Novizin um Lauren Hadaways Debütfilm, die Regie führte und auch das Drehbuch schrieb. Sie schloss ihr Studium in Film & Media Studies an der Southern Methodist University Meadows School of the Arts in Dallas ab, wo sie, wie die Protagonistin ihres Films, Mitglied des Ruderteams war.
Isabelle Fuhrman spielt in der Titelrolle Alex Dall. Amy Forsyth spielt ihre Teamkollegin Jamie Brill und Model und Schauspielerin Dilone ihre Freundin Dani. Kate Drummond und Jonathan Cherry spielen ihre Trainer Coach Edwards und Coach Pete, Charlotte Ubben ihre Trainerin Erin.
Die Dreharbeiten fanden im Herbst 2019 im kanadischen Peterborough statt. Ab Mitte Oktober 2019 drehte man an der Trent University, in der Gegend um die Hunter Street und am Ruderclub am Otonabee River. Als Kameramann fungierte Todd Martin.

### Filmmusik und Veröffentlichung
Die Filmmusik komponierte Alex Weston. Das Soundtrack-Album mit insgesamt 25 Musikstücken wurde Mitte Dezember 2021 von Milan Records als Download veröffentlicht.
Die Premiere erfolgte am 13. Juni 2021 beim Tribeca Film Festival. Mitte August 2021 wurde er beim Outfest in Los Angeles als Centerpiece gezeigt. Anfang September 2021 wurde er beim Festival des amerikanischen Films in Deauville im Hauptwettbewerb vorgestellt. Im Oktober 2021 wurde er beim San Diego International Film Festival gezeigt. Im November 2021 wird er in Polen beim American Film Festival vorgestellt. Am 17. Dezember 2021 kam der Film in die US-Kinos. Im März 2022 wird er beim London LGBTQIA+ Film Festival vorgestellt.

## Rezeption

### Kritiken
Von den bei Rotten Tomatoes aufgeführten Kritiken sind 92 Prozent positiv, womit er aus den 22. Annual Golden Tomato Awards als Fünftplatzierter in der Kategorie Thriller Movies der Filme des Jahres 2021 hervorging. Auf Metacritic erhielt der Film einen Metascore von 85 von 100 möglichen Punkten.
Owen Gleiberman von Variety schreibt in seiner Kritik, Lauren Hadaway habe jede Aufnahme in dem Film sinnlich und eindringlich gestaltet. Diese Geschichte über eine heranwachsende Sportlerin sei mit Elementen von Psychohorror durchzogen, wenn sich die Protagonistin selbst bei lebendigem Leib auffrisst, um es ganz an die Spitze zu schaffen. Ihr Ehrgeiz werde von Isabelle Fuhrman ambivalent dargestellt, gleichermaßen beängstigend und menschlich, und spricht von einer „Zombie-Identität“. Da der Film gut darin sei, ihren neurotischen Perfektionismus zu verdeutlichen, könne man als Zuschauer nicht anders, als das Gefühl zu bekommen, dass sie auf dem falschen Weg ist. So sei Die Novizin kein Sportfilm, sondern vielmehr ein Drama von einem Gefühl, das insbesondere heutzutage bei jungen Menschen verbreitet ist, es gehe bei der gebrachten Leistung nicht weniger als um Leben und Tod und dass man nirgendwo steht, wenn man nicht an der Spitze steht.

### Auszeichnungen
Bentonville Film Festival 2021
- Nominierung im Narrative Features Competition[22]

Festival des amerikanischen Films 2021
- Nominierung im Hauptwettbewerb (Lauren Hadaway)[13]

Independent Spirit Awards 2022
- Nominierung als Bester Film
- Nominierung für die Beste Regie (Lauren Hadaway)
- Nominierung als Beste Hauptdarstellerin (Isabelle Fuhrman)
- Nominierung als Beste Nebendarstellerin (Amy Forsyth)
- Nominierung für den Besten Filmschnitt (Lauren Hadaway und Nathan Nugent)[23]

Out On Film 2021
- Auszeichnung als Bester Debütfilm (Lauren Hadaway)
- Auszeichnung für die Beste Regie (Lauren Hadaway)[24]

Tribeca Film Festival 2021
- Auszeichnung mit dem Founders Award als Bester Spielfilm
- Auszeichnung als Beste Schauspielerin (Isabelle Fuhrman)
- Auszeichnung für die Beste Kamera (Todd Martin)
- Nominierung im U.S. Narrative Competition[25][26]